# ريبيكا هاردينغ ديفيس
ريبيكا هاردينغ ديفيس (بالإنجليزية: Rebecca Harding Davis)‏ (24 يونيو 1831، واشنطن في الولايات المتحدة - 29 سبتمبر 1910، ماونت كيسكو في الولايات المتحدة)؛ صحفية، كاتِبة وروائية أمريكية.

## روابط خارجية
- ريبيكا هاردينغ ديفيس على موقع الموسوعة البريطانية (الإنجليزية)